# Motherwellia haplosciadea
Motherwellia haplosciadea är en araliaväxtart som beskrevs av F.Muell. Motherwellia haplosciadea ingår i släktet Motherwellia och familjen Araliaceae. Inga underarter finns listade.